# Août 1942 (guerre mondiale)
Chronologie de la Seconde Guerre mondiale
Juillet 1942 - Août 1942 -  Septembre 1942
- En août, démantèlement par les Allemands du réseau l’Orchestre rouge.

- 3 août :
  - Départ du 14e convoi de déportation des Juifs de France, de Pithiviers vers Auschwitz : 1 034 déportés, 4 survivants à la Libération.

- 5 août :
  - Jan Piekałkiewicz devient le nouveau Délégué en Pologne du gouvernement polonais en exil.
  - Départ du 15e convoi de déportation des Juifs de France, du camp de Beaune-la-Rolande vers Auschwitz : 1 014 déportés, 5 survivants à la Libération.

- 7 août :
  - Départ du 16e convoi de déportation des Juifs de France, de Pithiviers vers Auschwitz : 1 069 déportés, 6 survivants en 1945
  - L'opération « Tour de guet » (opération Watchtower) initie la bataille de Guadalcanal (qui durera jusqu'au 9 février 1943) alors que les forces américaines envahissent Gavutu, Guadalcanal, Tulagi et Tanambogo dans les Salomon.

- 9 août :
  - Début de la deuxième évacuation des troupes polonaises d’URSS : 69 247 personnes sont évacuées vers l'Iran.
  - Bataille de l'île de Savo dans les Salomon

- 10 août :
  - Départ du 17e convoi de déportation des Juifs de France, du camp de Drancy vers Auschwitz : 1 006 déportés, 1 survivant en 1945.

- 12 août :
  - Départ du 18e convoi de déportation des Juifs de France, du camp de Drancy vers Auschwitz : 1 007 déportés, 10 survivants en 1945.

- 13 août :
  - Le général Bernard Montgomery est nommé commandant de la 8e Armée britannique en Afrique du Nord.

- 14 août :
  - Départ du 19e convoi de déportation des Juifs de France, du camp de Drancy vers Auschwitz : 991 déportés, 1 survivant en 1945.

- 16 août :
  - Liquidation du ghetto de Radom (30 000 victimes).

- 17 août :
  - Départ du 20e convoi de déportation des Juifs de France, du camp de Drancy vers Auschwitz : 1 000 déportés, 3 survivants en 1945.
  - Premier bombardement de l'USAAF en France, sur la gare de Rouen par 12 forteresses volantes accompagnées de chasseurs de la RAF. Test en grandeur réelle de la théorie du bombardement de jour à très haute altitude[1]

- 19 août :
  - Opération Jubilé, raid des forces britanniques et canadiennes sur Dieppe en France, s'achève par un échec et entraîne la mort de 907 soldats canadiens et 1 946 capturés.
  - Départ du 21e convoi de déportation des Juifs de France, du camp de Drancy vers Auschwitz : 1 000 déportés, 5 survivants en 1945.

- 20 août :
  - Loi du régime de Vichy condamnant à mort tout utilisateur d'un radio-émetteur clandestin[1]
  - Bombardement américain sur Amiens[1].

- 21 août :
  - Le drapeau allemand flotte sur le mont Elbrouz, point culminant du Caucase.
  - Départ du 22e convoi de déportation des Juifs de France, du camp de Drancy vers Auschwitz : 1 000 déportés, 7 survivants en 1945.
  - Pétain félicite les Allemands pour avoir défendu le sol français durant le raid des Alliés sur Dieppe[1]

- 23 août :
  - Bataille de Stalingrad : après avoir franchi le Don le 21 août, la 6. Armee atteint la Volga, au niveau des faubourgs nord de Stalingrad. Dans l'après-midi, la Luftwaffe réduit la ville en ruines.

- 22 août :
  - Le Brésil déclare la guerre à l'Allemagne et à l'Italie.

- 24 août :
  - Départ du 23e convoi de déportation des Juifs de France, du camp de Drancy vers Auschwitz : 1 000 déportés, 3 survivants en 1945.

- 25 août  :
  - Ordonnance du Gauleiter Robert Wagner promulguant l'incorporation de force des Alsaciens dans l'armée allemande (Verordnungsblatt des CdZ im Elsass vom 25. August 1942).

- 26 août :
  - Départ du 24e convoi de déportation des Juifs de France, du camp de Drancy vers Auschwitz : 1 002 déportés, 23 survivants en 1945.

- 28 août :
  - Départ du 25e convoi de déportation des Juifs de France, du camp de Drancy vers Auschwitz : 1 000 déportés, 8 survivants en 1945.
  - Lettre pastorale de Mgr Saliège, archevêque de Toulouse, dénonçant les persécutions des juifs[1]. Elle est lue dans les paroisses du diocèse.

- 30 août :
  - Le Luxembourg est formellement annexé au Reich allemand.

- 31 août :
  - Départ du 26e convoi de déportation des Juifs de France, du camp de Drancy vers Auschwitz : 1 000 déportés, 17 survivants en 1945.